# 欽奇佩河

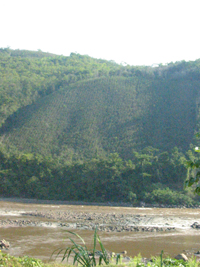
欽奇佩河

欽奇佩河（西班牙語：Río Mayo-Chinchipe）是南美洲的河流，流域面積9,687平方公里，流經厄瓜多爾薩莫拉-欽奇佩省和秘魯卡哈馬卡大區和亞馬孫大區，最終注入馬拉尼翁河。
5°31′S 78°33′W / 5.517°S 78.550°W